# Eva Gallardo
Eva Antonia Gallardo Gutiérrez (Sevilla, 1973) es una matemática española. En febrero de 2022 y hasta enero de 2025  uepresidenta de la Real Sociedad Matemática Española, siendo la segunda mujer en ocupar el puesto en dicha institución.

## Biografía
Gallardo se licenció en 1996 en la Facultad de Matemáticas de la Universidad de Sevilla donde obtuvo su doctorado en el año 2000 bajo la supervisión de Alfonso Montes Rodríguez.

## Trayectoria profesional
Ha realizado estancias de investigación en la Universidad Estatal de Míchigan, la Universidad Bucknell y la Universidad Purdue de Estados Unidos, además de en la Universidad de Leeds en el Reino Unido. El 24 de marzo del 2003 se convirtió en profesora titular en la Universidad Complutense de Madrid pero ha sido también profesora asistente en la Universidad de Cádiz y hasta 2009 en la Universidad de Zaragoza donde fue miembro del Instituto Universitario de Matemáticas de Aragón. Forma parte del consejo editorial del Journal of Function Spaces and Applications y The Scientific World Journal. Se convirtió en catedrática en la Universidad Complutense de Madrid y en 2013 en investigadora del Instituto de Ciencias Matemáticas Icmat.
En noviembre de 2019, sustituyó a Mercedes Siles Molina como Vicepresidenta primera de la Real Sociedad Matemática Española, y en 2022 fue elegida Presidenta, siendo así la segunda mujer en ocupar el cargo desde la fundación de la institución en 1911. Fue elegida como Presidenta en el Congreso Bienal de la Real Sociedad Matemática Española, en Ciudad Real.

### Reconocimiento por la resolución del Problema del subespacio invariante
El 23 de enero de 2013, Gallardo anunció que, junto con Carl Owen, habían resuelto el problema del subespacio invariante, a veces incorrectamente considerado uno de los Problemas del milenio, y lo presentaron en el Congreso Bienal de la Real Sociedad Matemática Española de aquel año en la Universidad de Santiago de Compostela. La noticia trascendió en los medios de comunicación debido a las considerables aplicaciones del problema, y a la "larga" espera en la solución al problema. Incluso Terence Tao fue conocedor de la noticia.
Tras presentarse el problema en el Congreso Bienal, se encontró un error: el trabajo era correcto pero no suponía una demostración del problema del subespacio invariante.